# Asesinato en el Comité Central
Pour plus de détails, voir Fiche technique et Distribution.
Asesinato en el Comité Central est un thriller espagnol réalisé par Vicente Aranda et sorti en 1982.
Il s'agit d'une adaptation du roman éponyme (it) de Manuel Vázquez Montalbán publié en 1981.

## Synopsis
Au comité central du PCE, le parti communiste espagnol, le secrétaire général du parti, Ferdinando Garrido, est assassiné par l'une des personnes présentes dans la salle. Après avoir confié l'affaire à Fonseca, l'un des agents qui persécutaient les communistes sous le régime franquiste, la direction du parti confie une enquête parallèle à Pepe Carvalho, qui quitte Barcelone pour enquêter à Madrid. Il y rencontre José Santos Pacheco, l'ami de Garrido depuis la guerre civile espagnole de 1936, et d'anciennes connaissances du détective qui, après avoir pris le maquis, sont toujours membres du parti communiste. Tout au long du livre, il est fait référence au passé de Pepe Carvalho en tant que militant communiste et agent de la CIA. Au cours de l'enquête, le détective devra se dépêtrer des interférences d'agents secrets de nationalité inconnue et des vieux désaccords entre membres du parti communiste.

## Fiche technique
- Titre original espagnol : Asesinato en el Comité Central[1]
- Réalisation : Vicente Aranda
- Scénario : Vicente Aranda d'après le roman éponyme (it) de Manuel Vázquez Montalbán publié en 1981.
- Photographie : José Luis Alcaine
- Montage : Anastasio Rinos
- Musique : Manel Camp
- Décors : Roberto Alonso
- Production : Carlos Durán, J.A. Pérez Giner
- Société de production : Acuarius Films S.A., Impala, Lolafilms, Morgana Films
- Pays de production :  Espagne
- Langue originale : espagnol
- Format : couleurs par Eastmancolor - Son stéréo - 35 mm
- Durée : 110 minutes
- Genre : thriller
- Dates de sortie :
  - Espagne : 16 août 1982

## Distribution
- Patxi Andión (es) : Pepe Carvalho
- Victoria Abril : Carmela
- Conrado San Martín : Santos
- José Vivó : Fonseca
- Héctor Alterio : Sepúlveda
- José Cerro : Esparza Julvé
- José Carlos Plaza : Pérez Montesa
- Miguel Rellán : Leverder
- Juan José Otegui : Lecumberri
- Frankisci Vidal : Cerdán
- Jorge Bosso : voyou
- Juan Jesús Valverde : maire
- Miguel Palenzuela : ministre